# Панкрац

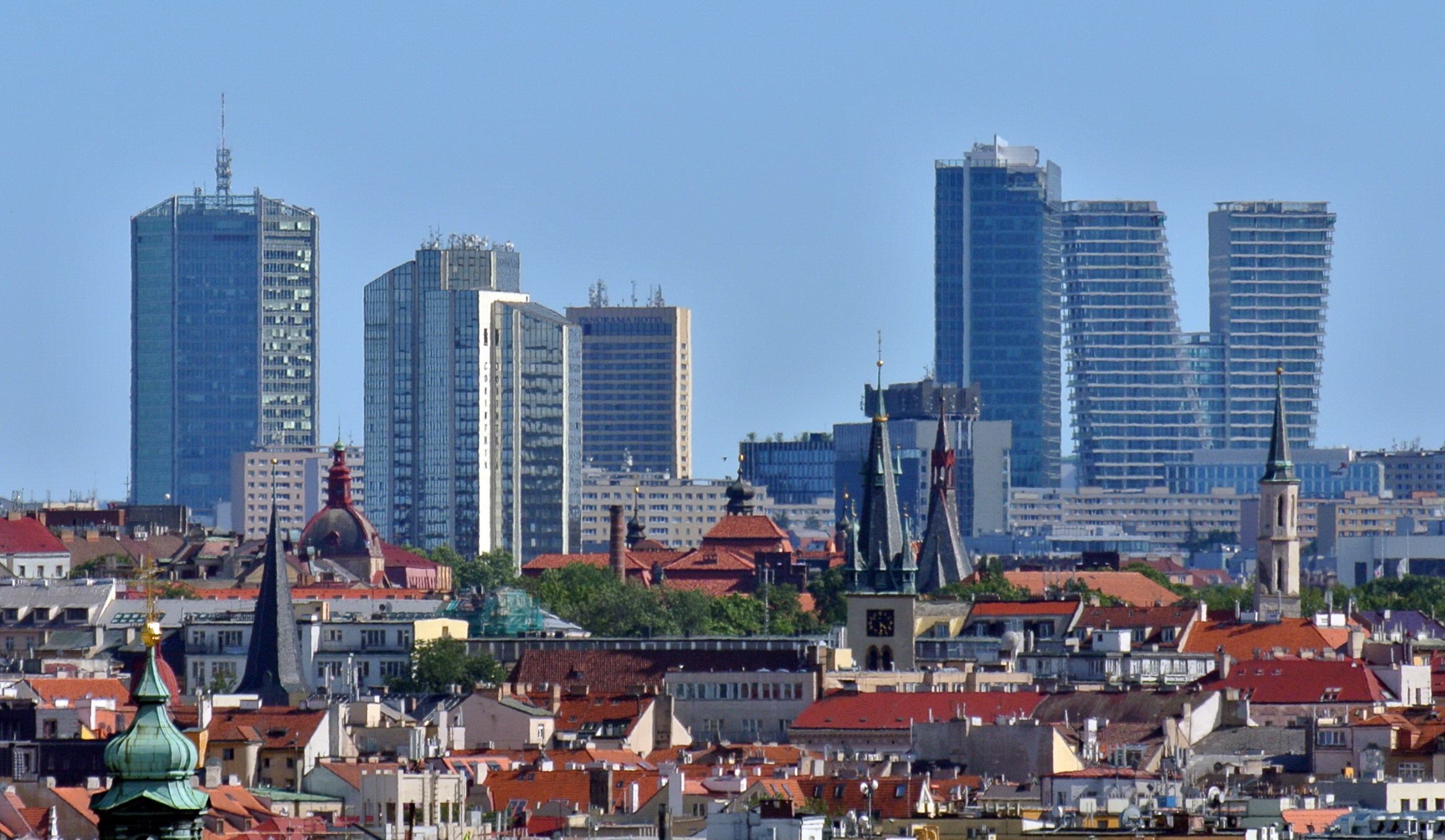
Вид на Панкрац.

Панкрац (чеш. Pankrác) — исторический район города Прага, Чехия. Расположен южнее центра города на холмах на правом берегу реки Влтава. Входит в состав административного района Прага 4.
Название района происходит от расположенной здесь старинной церкви Святого Панкратия.
В конце XIX века название района стало ассоциироваться с построенной здесь в 1889 году Панкрацкой тюрьмой. В настоящий момент она используется как следственный изолятор и как тюрьма для отбывающих наказание. Поблизости находится здание Дворца правосудия, в котором расположен Верховный суд Праги; здания соединены подземным тоннелем.
В первой половине XX века в Панкраце находился завод по производству мотоциклов «Ява».
Начиная с 1970-х годов в Панкраце сооружено несколько высотных жилых зданий, которые изменили облик этого района Праги. Здесь находятся самые высокие здания города — 109-метровый небоскрёб City Tower и 104-метровый City Empiria.

## Транспорт
В Панкраце расположена одноименная станция пражского метро. Рядом со зданием суда также находится трамвайный парк.